# 부산광역시인재개발원
부산광역시인재개발원(釜山廣域市人材開發院, Busan Human Resource Development Center)은 부산광역시와 관할 군·자치구 소속 지방공무원에 대한 교육훈련을 분장하는 부산광역시청의 직속기관이다. 원장은 지방부이사관으로 보한다.

## 설치 근거 및 소관 사무

### 설치 근거
- 「부산광역시 행정기구 설치 조례」 제18조제1항[2]

### 소관 사무
- 교육훈련계획의 수립·시행 및 교육훈련과정 편성·운영에 관한 사항
- 교육훈련대상자의 선발·등록 및 학적관리에 관한 사항
- 연수생 평가관리 및 교육훈련 성과분석에 관한 사항

## 연혁
- 1974년 11월 1일: 부산직할시공무원교육원 설치.
- 1995년 1월 1일: 부산광역시공무원교육원으로 개편.
- 2009년 2월 4일: 부산광역시인재개발원으로 개편.[3] 금곡동으로 청사 이전.

## 조직

### 원장
- 전문교육과[4]
- 역량교육과[4]
- 교육지원과[4]